# 最緊要正字
《最緊要正字》（英語：More Than Words）是香港電視廣播有限公司製作的資訊節目，由徐淑敏、沈卓盈、王貽興主持，并邀何文汇、歐陽偉豪、康寶文、黃念欣等学者做嘉宾。由2006年10月15日起，逢星期日晚上7:35在無綫電視翡翠台播出；2006年12月16日起改在逢星期六晚上7:35播出，直至2007年2月24日止，合共播出19集。節目由2009年7月19日起逢星期日下午3:35於翡翠台重播。

## 內容
節目以輕鬆手法介紹香港社會日常所見的中文錯別字並予以改正，同時也有環節介紹简化字、中國文化、香港中文大學學者對粵語廣州話「正音」和粵語本字研究等。中文大學中文系部分學者也會客串演出。
節目雖然多以輕鬆幽默手法揭露香港社會常見錯字，但每到解釋該字為何錯誤，主持人或學者都會正經八百的引經據典來說明本字原意。當中引用較多的是《說文解字》、《廣韻》、詩詞歌賦等古代文獻，部分詞意可能與現代社會脫節。節目鮮有引用現代漢語的辭典、工具書，檢視現代香港社會的用法。
《最緊要正字》播出後旋即成為香港電台2006年第四季電視節目欣賞指數民意調查得分最高的電視節目。作家出身的男主持王貽興主持節目亦一炮而紅，並與無綫電視簽署經理人合約，增加幕前曝光機會。

## 批評
虽然节目中声称以教育正字为主。虽然节目中也时常解释繁简用法的问题，如称「制造」的寫法在繁體中不正確，但随着节目不断播出，则开始变成以「正音」为主。节目中仅有「正音派」出场，何文汇与欧阳伟豪多次称必须以「正音」为准，其诸多读音与日常生活口音格格不入，反對“正音”的学者指其矫枉过正，甚至認為所謂正音是「妖音」、「邪音」、「病毒音」。
香港大學語言學學會更於2007年邀請籌劃此節目之一干人等到港大進行辯論，專欄作家潘國森批評有關節目引入大量「正常人不用的讀音、或古老的讀音，否定了世代相傳的發音。做法在學術上不成立，而且對生活構成麻煩。因為《廣韻》只有五個聲，現時的廣府話有九個聲。是故，《廣韻》時代，字的分工，不夠清楚；拿著《廣韻》，恢復宋朝中古音，以其為正音的做法，不單沒改善社會溝通，反而製造矛盾。」

## 脚注
1. ↑  黄念欣女士现在是香港中文大学中国语言及文学系助理教授，但拍摄节目时她是该系的高级导师。
2. ↑  香港電台：2006電視節目欣賞指數調查 第四階段調查調查撮要 （页面存档备份，存于），2007年2月。
3. ↑  石見田. . 2011-07-01  [2013-05-19]. （原始内容存档于2013-06-14） （中文（香港））.

## 外部連結
- 無綫電視官方網頁 - 最緊要正字 （页面存档备份，存于）
- 【综合】《最紧要正字》正字正音列表